# 狼吃娃
狼吃娃，是流傳於陝西一帶的老虎棋，與長毛圍官兵類似。

## 歷史
陝西當地有口訣為：「狼动弹、娃叫唤。」連戰兒時曾在西安與表姐赵茹梅玩此棋戲，結果發生爭吵，連戰就用砖块打了赵茹梅的頭。

## 棋具

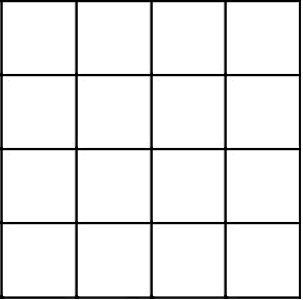
狼吃娃棋盤

- 棋盤為五橫五豎的橫縱線交叉，組成共二十五個棋點。

- 分為兩方：小孩方、狼方。
  - 小孩方：有十五枚稱為小孩的棋子。
  - 狼方：有三枚稱為狼的棋子。[1][3]

## 棋則
- 棋子皆放在棋點。

- 初始佈置為小孩棋子皆放離己方最近三橫線；狼方棋子放在己方最近橫線與第一、三、五縱線[a]的交點。

- 一人一著，狼方先動。

- 每回合狼方能選擇以下兩種行動之一：
  - 移子：沿線一步至空棋點。
  - 吃子：沿線跳過一枚鄰點的小孩棋子落到同方向的緊連空點，然後把被跳過的敵棋移出棋盤不再使用，不能連吃。
- 每回合小孩僅能沿線一步至空棋點，當造成狼無法移動及跳吃則將狼移除。

- 狼方以小孩無法再圍住獲勝。

- 小孩方以讓所有狼棋不能移動或消滅獲勝。[3]

## 變體
流傳於山東的狼吃小孩兒，初始布置時，多枚小孩在該方底線棋點各放三枚，被吃時，也是只能取一枚
。
膠東半島的老虎吃小孩，則還規定每點可疊放小孩棋子最多三枚，初始時虎棋子可放在除對方底線、次底線點的其他空棋位。虎方以占領小孩方兩個初始棋為勝。